# Plunger-Dämpfer

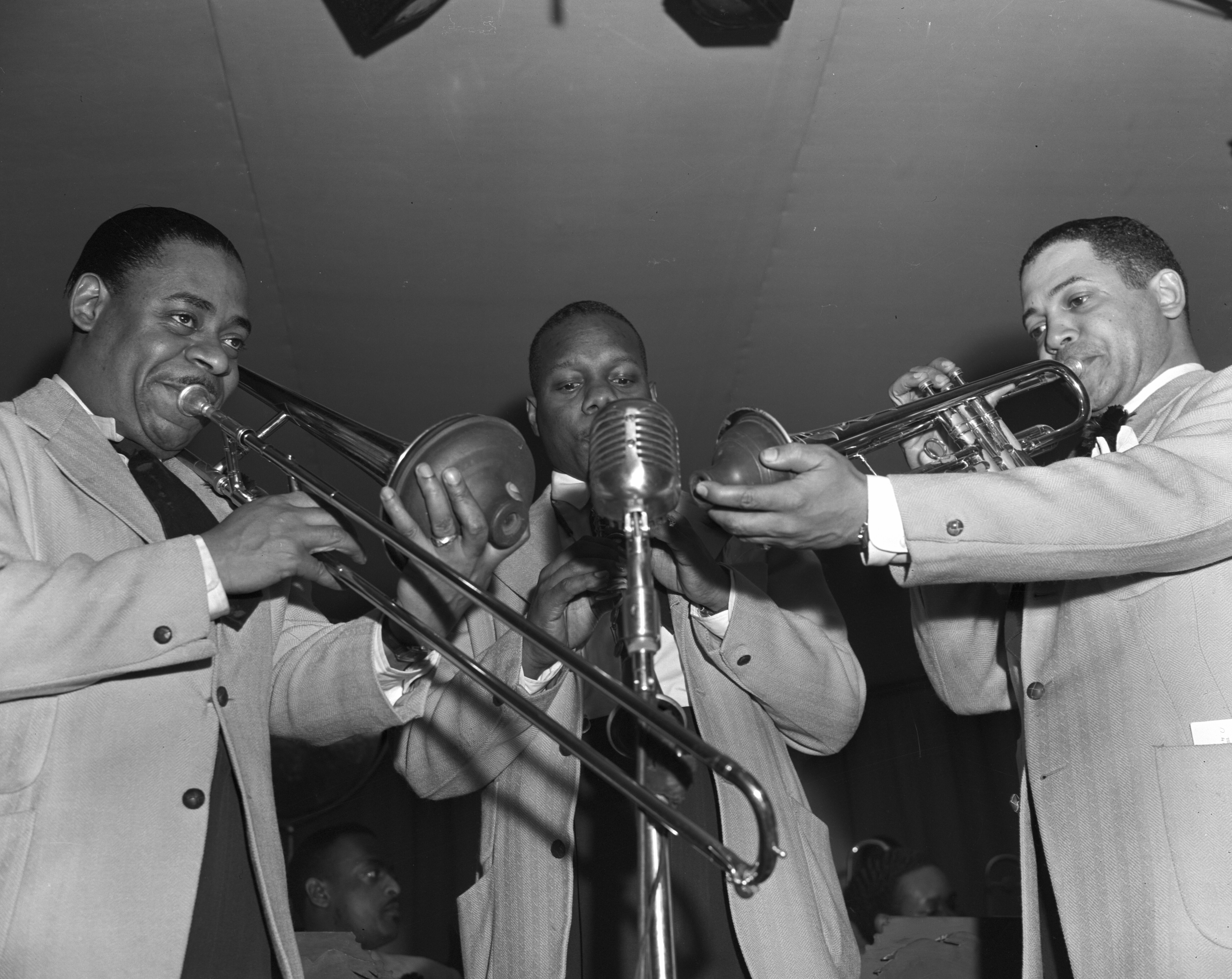
Ein Trio des Duke Ellington Orchestras (1943). Der Posaunist und der Trompeter nutzen jeweils einen Plunger.

Der Plunger-Dämpfer ist ein Dämpfer für Trompete und Posaune.
Die Legende erzählt, dass ihn Buddy Bolden 1909 als Gag erfunden haben soll, indem er einen Klopümpel ohne Stiel dafür verwendete. Populär wurde der Plunger und seine Verwendung als Dämpfer durch Duke Ellington, der ihn in seinem Orchester für die typischen Growling-Effekte einsetzte. Die ersten Spezialisten in Ellingtons Band für diese Art von Spezialeffekten waren der Trompeter Bubber Miley und der Posaunist Tricky Sam Nanton, ihnen folgten im Lauf der Jahre weitere nach (beispielsweise Cootie Williams und Clark Terry). Der Plunger wird mit der linken Hand über den Schallbecher des Instruments gehalten. Durch Öffnen und Schließen des Schallbechers lassen sich die typischen Wah-Wah-Effekte erzeugen. Ist der Schallbecher fast geschlossen, ähnelt der Klang dem des Cup-Dämpfers. Als Plunger wird auch heute noch ein zweckentfremdeter Abflussreiniger aus Gummi eingesetzt, bei dem der Holzstiel fehlt. Das ist die kostengünstigste Variante eines Dämpfers.
Es gibt auch Plunger-Dämpfer aus Metall, nämlich die Becherhälfte eines Kombinationsdämpfers, bestehend aus Cup-Dämpfer und Straight-Dämpfer. Die Becherhälfte kann bei diesem Dämpfer auf den Straight geklemmt werden, so dass mit einem einzigen Dämpfer gleich 3 möglich sind: Straight, Cup und Plunger. Der Nachteil der Becherhälfte ist, dass sie aus Metall ist und bei Verwendung als Plunger beim versehentlichen Kontakt mit dem Schallbecher ein Scheppern erzeugt, das bei dem gleichen Dämpfer aus Gummi nicht passiert.